# (12373) Lancearmstrong
(12373) Lancearmstrong (1994 JE9) – planetoida z pasa głównego asteroid okrążająca Słońce w ciągu 3,84 lat w średniej odległości 2,45 j.a. Odkryta 15 maja 1994 roku.